# 폴 L. 스미스

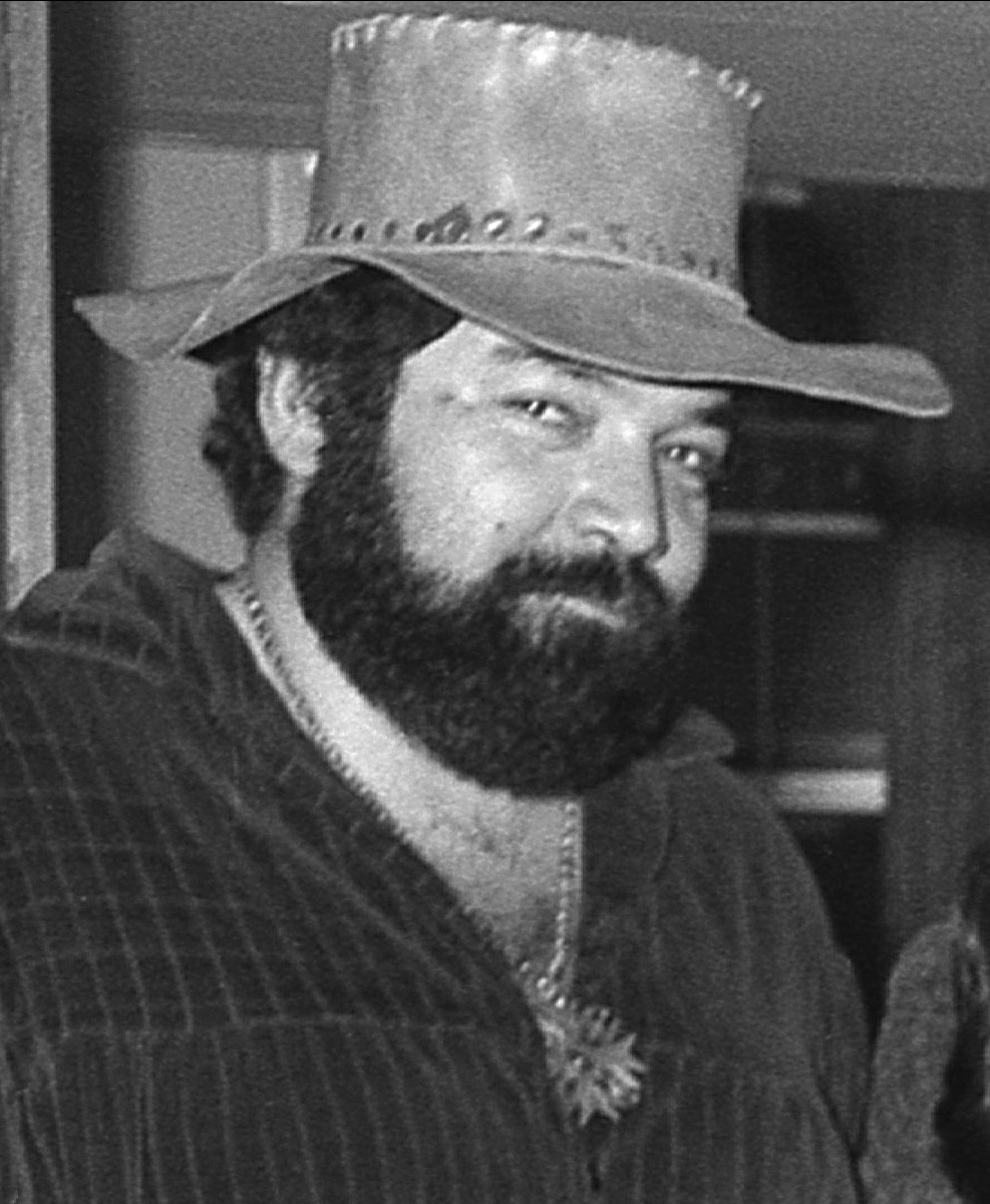

폴 L. 스미스(Paul Lawrence Smith, 1936년 6월 24일 ~ 2012년 4월 25일)는 미국의 배우이다.
에버렛에서 태어났으며 라아나나에서 사망하였다.

## 영화
- 필링 미네소타 (1996년)
- 매버릭 (1994년)
- 데저트 호크 (1992년)
- 하니웰 수용소 (1989년)
- 희생의 제물들 (1989년)
- 소니 보이 (1989년)
- SAS 미망인의 눈 (1989년)
- 격노의 추적 (1988, Death Chase)
- 허니문 소동 (1986년)
- 위험한 컴퓨터 게임 (1986년)
- 크라임웨이브 (1985년)
- 레드 소냐 (1985년)
- 사구 (1984년)
- 피세스 (1982년)
- 살라맨더 (1981년)
- 뽀빠이 (1980년) - 브루토 역
- 고잉 인 스타일 (1979년)
- 지참금 2백만불 (1979년)
- 위기일발 해안 열차 (1979년)
- 미드나잇 익스프레스 (1978년) - 하미두 역
- 모세 (1975년)
- 매드론 (1970년)
- 그레이트 레이스 (1965년)
- 왼손잡이 건맨 (1958년)
- 당신을 원해요 (1951년)